# Cissus hexangularis
Cissus hexangularis là một loài thực vật hai lá mầm trong họ Nho. Loài này được Thorel ex Planch. miêu tả khoa học đầu tiên năm 1887.